# Waihopo
Waihopo ist eine kleine Siedlung im Far North District der Region Northland auf der Nordinsel von Neuseeland.

## Geographie
Die Siedlung befindet sich rund 3 km nordnordwestlich von Houhora am nordwestlichen Ende des Houhora Harbour auf der Aupōuri Peninsula. Durch Waihopo verläuft der New Zealand State Highway 1, der die Siedlung mit dem rund 42 km südsüdöstlich gelegenen Kaitaia verbindet. Die Westküste ist rund 8,5 km entfernt, wogegen es bis zur Ostküste lediglich 4 km sind. Die nächstgelegene Siedlung ist Ngataki, rund 5 km nordwestlich entfernt.

## Persönlichkeiten
- Mira Szászy (1921–2001), Māori-Führerin und Sozialwissenschaftlerin